# Уэйн (округ, Северная Каролина)
Округ Уэйн (англ. Wayne County) располагается в штате Северная Каролина, США. Официально образован в 1779 году. По состоянию на 2010 год, численность населения составляла 122 623 человека.

## География
По данным Бюро переписи США, общая площадь округа равняется 1442,631 км2, из которых 1432,271 км2 суша и 10,360 км2 или 0,740 % это водоёмы.

## Население
По данным переписи населения 2000 года в округе проживает 113 329 жителей в составе 42 612 домашних хозяйств и 30 254 семей. Плотность населения составляет 79,00 человек на км2. На территории округа насчитывается 47 313 жилых строений, при плотности застройки около 33,00-ти строений на км2. Расовый состав населения: белые — 61,28 %, афроамериканцы — 33,02 %, коренные американцы (индейцы) — 0,36 %, азиаты — 0,96 %, гавайцы — 0,05 %, представители других рас — 3,07 %, представители двух или более рас — 1,25 %. Испаноязычные составляли 4,94 % населения независимо от расы.
В составе 34,70 % из общего числа домашних хозяйств проживают дети в возрасте до 18 лет, 51,60 % домашних хозяйств представляют собой супружеские пары проживающие вместе, 15,40 % домашних хозяйств представляют собой одиноких женщин без супруга, 29,00 % домашних хозяйств не имеют отношения к семьям, 24,50 % домашних хозяйств состоят из одного человека, 9,00 % домашних хозяйств состоят из престарелых (65 лет и старше), проживающих в одиночестве. Средний размер домашнего хозяйства составляет 2,55 человека, и средний размер семьи 3,03 человека.
Возрастной состав округа: 26,20 % моложе 18 лет, 9,90 % от 18 до 24, 30,50 % от 25 до 44, 21,90 % от 45 до 64 и 21,90 % от 65 и старше. Средний возраст жителя округа 35 лет. На каждые 100 женщин приходится 97,30 мужчин. На каждые 100 женщин старше 18 лет приходится 94,30 мужчин.
Средний доход на домохозяйство в округе составлял 33 942 USD, на семью — 40 492 USD. Среднестатистический заработок мужчины был 28 396 USD против 21 854 USD для женщины. Доход на душу населения составлял 17 010 USD. Около 10,20 % семей и 13,80 % общего населения находились ниже черты бедности, в том числе — 18,60 % молодежи (тех, кому ещё не исполнилось 18 лет) и 15,20 % тех, кому было уже больше 65 лет.